# Typhlonectes
Typhlonectes es un género de anfibios gimnofiones de la familia Caeciliidae.
Las especies adscritas hasta ahora a este género son endémicas del norte de América del Sur, y son estas 3:
- Typhlonectes compressicauda (Duméril y Bibron, 1841)
- Typhlonectes cunhai Cascon, Lima-Verde y Benevides Marques, 1991
- Typhlonectes natans (Fischer en Peters, 1880)